# رافشان خايداروف
رافشان خايداروف (15 يوليو 1961 بطشقند في أوزبكستان - ) هو مدرب كرة قدم ولاعب كرة قدم أوزبكستاني في مركز الوسط. لعب مع تراكتور طشقند ‏ وFK Khiva ‏ وAral Samalı PFK ‏.